# Brasilien i panamerikanska spelen
Brasilien i panamerikanska spelen styrs av Brasiliens Olympiska Kommitté i de panamerikanska spelen. Nationen deltog första gången i de panamerikanska spelen 1951 i Buenos Aires.
De brasilianska idrottarna har vunnit 1376 medaljer, varav 384 guldmedaljer.

## Medaljer

### Medaljfördelning efter spel
| Spel                  | År                    | Sommarspelort         | Guld | Silver | Brons | Totalt |
| --------------------- | --------------------- | --------------------- | ---- | ------ | ----- | ------ |
| I (1)                 | 1951                  | Buenos Aires          | 5    | 15     | 12    | 32     |
| II (2)                | 1955                  | Mexico City           | 2    | 3      | 13    | 18     |
| III (3)               | 1959                  | Chicago               | 8    | 8      | 6     | 22     |
| IV (4)                | 1963                  | São Paulo             | 14   | 20     | 18    | 52     |
| V (5)                 | 1967                  | Winnipeg              | 11   | 10     | 5     | 26     |
| VI (6)                | 1971                  | Cali                  | 9    | 7      | 14    | 30     |
| VII (7)               | 1975                  | Mexico City           | 8    | 13     | 23    | 44     |
| VIII (8)              | 1979                  | San Juan              | 9    | 13     | 17    | 39     |
| IX (9)                | 1983                  | Caracas               | 14   | 20     | 23    | 57     |
| X (10)                | 1987                  | Indianapolis          | 14   | 14     | 33    | 61     |
| XI (11)               | 1991                  | Havanna               | 21   | 21     | 37    | 79     |
| XII (12)              | 1995                  | Mar del Plata         | 18   | 27     | 37    | 82     |
| XIII (13)             | 1999                  | Winnipeg              | 25   | 32     | 44    | 101    |
| XIV (14)              | 2003                  | Santo Domingo         | 29   | 40     | 54    | 123    |
| XV (15)               | 2007                  | Rio de Janeiro        | 52   | 40     | 65    | 157    |
| XVI (16)              | 2011                  | Guadalajara           | 48   | 35     | 58    | 141    |
| XVII (17)             | 2015                  | Toronto               | 42   | 39     | 60    | 141    |
| XVIII (18)            | 2019                  | Lima                  | 55   | 45     | 71    | 171    |
| 0                     |                       |                       |      |        |       |        |
| №                     | År                    | Vinterspelort         | Guld | Silver | Brons | Totalt |
| I (1)                 | 1990                  | Las Leñas             | 0    | 0      | 0     | 0      |
| 0                     |                       |                       |      |        |       |        |
| Totalt antal medaljer | Totalt antal medaljer | Totalt antal medaljer | 384  | 402    | 590   | 1376   |